# Hapigia beuvea
Hapigia beuvea är en fjärilsart som beskrevs av William Schaus 1928. Hapigia beuvea ingår i släktet Hapigia och familjen tandspinnare. Inga underarter finns listade i Catalogue of Life.